# Рудник Кок-Жон
Рудник Кок-Жон – гірничодобувне підприємство на півдні Казахстану, яке здійснює видобуток фосфоритів на однойменному родовищі Каратауського фосфоритоносного басейну.
Поклади родовища Кок-Жон витягнулись вузькою полосою майже на 41 км. Розробку найпівнічного сектору родовища провадить рудник Кістас, що наразі належить концерну «Казфосфат», тоді як права на три інші сектори – Кесіктобе, Аткум та Аралтобе (простягаються з півночі на південь на 12,5 км, 7,8 км та 9,5 км відповідно) – в другій половині 2000-х викупила російська корпорація «Єврохім». За проектом розробка стартує з Аралтобе, при цьому поблизу від Кесіктобе розмістили Об’єднаний промисловий майданчик, де провадиться переробка фосфоритів із випуском фосфоритної муки.
Гірничі роботи почались в 2013 році, в 2014-му видобули 175 тисяч тон руди, в 2015-му – 180 тисяч тон, а у 2016-му анонсували вихід на проектну потужність. При цьому можливо відзначити, що річна потужність першої черги рудника визначена у 660 тисяч тон із випуском до 640 тисяч тон фосфоритної муки, а відпрацювання запасів наразі планується вести відкритим способом.
Балансові запаси сектору Аралтобе оцінили у 36,9 млн тон руди, з яких у контурі кар’єру знаходяться 16,6 млн тон. Балансові запаси сектору Кесіктобе оцінені у 77 млн тон.
В 2020-х роках «Єврохім» має звести в цьому ж регіоні комплекс з випуску добрив (передусім фосфорних).